# Post It Awards
Post It Awards («Пост Ит Эвордс») — международный студенческий конкурс и премия в области дизайна. Проводится ежегодно, начиная с 2005 года. 
Это единственный на территории России и СНГ дизайнерский конкурс, предназначенный только для студентов, участие в котором является совершенно бесплатным.
Основная задача конкурса — предоставить каждому студенту возможность продемонстрировать свои дизайнерские и художественные способности, получить оценки от признанных экспертов отрасли, обозначить своё место в профессиональных кругах как талантливого начинающего специалиста.
Главными критериями выбора победителя являются качество работы, её целостность, оригинальность концепции и исполнения.
Награды Post It Awards: необходимые инструменты для творчества, профессиональные стажировки в российских и зарубежных дизайн-студиях и агентствах, а также краткосрочные профильные учебные курсы в ведущих европейских вузах.

## История конкурса
Идея конкурса для студентов родилась в 2005 году из осознания необходимости профессионального соревнования среди молодых специалистов. В России на тот момент существовало одно авторитетное событие в области графического дизайна — международная московская биеннале плаката «Золотая Пчела». К участию в ней приглашали всех желающих дизайнеров, независимо от возраста и опыта работы,
и победы закономерно доставались наиболее опытным профессионалам.
Инициативная группа студентов Московского Государственного университета печати в лице Даниила Большова (сегодня один из основателей агентства Graphic Productions Corporate Branding) и Ивана Величко (сегодня совладелец дизайн-бюро «Щука») решила учредить отдельный конкурс, предназначенный для участия студенческой аудитории.
В основе концепции — соревнование участников, выступающих в одной профессиональной «весовой» категории, результаты которого оцениваются сильнейшими специалистами в области дизайна.
В 2009 года вместе с магазином «Республика» был инициирован проект Post It Shop — выпуск футболок и канцтоваров с изображениями конкурсных работ.
В том же году в рамках конкурса проводятся мастер-классы с участием известных дизайнеров — членов жюри конкурса: Петра Банкова, Эрика Белоусова и Протея Темена.
С 2011 года в практику вводятся летние городские выставки под открытым небом. В 2011 году работы, вошедшие в шорт-лист победителей, демонстрировались в Москве на Тверском бульваре, а в 2012-м — в Парке Горького.

## Название и логотип
Название «Post It» родилось почти сразу. Идея принадлежала Наталье Жуковой, студентке Университета печати. Ему предшествовало несколько вариантов, среди которых «Плакат-плакат» и «Бип». Однако единодушное одобрение получил вариант «Post It», причем без всякой связи с известной торговой маркой компании 3M, стикерами Post-it.
В переводе с английского «post» означает «вывешивать афиши», «расклеивать».
История изменений официального названия конкурса:
- 2005—2006	Post It. Студенческий праздник плаката
- 2007—2008	Post It. Студенческий конкурс плаката
- 2009—2010	Post It Awards. Международная премия студенческого плаката
- 2011 Post It Awards. Международный студенческий конкурс дизайна

Автор исходного логотипа — Евгений Новиков, один из первых организаторов.

## Состав жюри конкурса
| Имя, фамилия              | Профессия / звание / регалии | Год участия                |
| ------------------------- | --- | -------------------------- |
| Александр Коноплев        | заслуженный художник России, академик Академии графического дизайна, профессор Московского государственного университета печати | Член совета жюри 2005–2013 |
| Александр Алексеев        | президент клуба арт-директоров России | 2011                       |
| Андрей Бартенев           | дизайнер | 2010                       |
| Андрей Бильжо             | художник, академик Академии графического дизайна | 2009                       |
| Андрей Логвин             | плакатист, дизайнер, академик Академии графического дизайна | 2005, 2006                 |
| Анна Наумова              | дизайнер, академик Академии графического дизайна | 2010, 2011                 |
| Арсений Мещеряков         | арт-директор, AgeyTomesh | 2005–2008, 2010, 2011      |
| Артемий Лебедев           | дизайнер | 2009                       |
| Борис Трофимов            | дизайнер, сооснователь ВАШГД, руководитель и ведущий педагог авторских творческих мастерских, академик Академии графического дизайна                                                                                                | Член совета жюри 2005–2013 |
| Борис Бернаскони          | архитектор | 2009                       |
| Василий Сенаторов         | издатель | 2009                       |
| Венди Андерсон            | художник, куратор Лондонсокого университета искусств | 2012                       |
| Виктор Меламед            | иллюстратор, преподаватель Британской высшей школы дизайна | 2008, 2010–2013            |
| Влад Ситников             | креативный директор, партнер в HungryBoys | 2008, 2012                 |
| Владимир Шрейдер          | дизайнер и иллюстратор, арт-директор спецпроектов интернет-журнала LookAtMe | 2010                       |
| Даниил Сергеев            | креативный директор агентства FIRMA | 2011—2013                  |
| Даниил Криворучко         | дизайнер | 2011                       |
| Дмитрий Черногаев         | дизайнер, арт-директор агентства Artonica | 2006                       |
| Игорь Гурович             | художник-график и дизайнер | 2011                       |
| Ирина Хакамада            | общественный деятель, писатель | 2009                       |
| Леонид Фейгин             | дизайнер, преподаватель Британской высшей школы дизайна, предприниматель, совладелец и арт-директор студии DirectDesign | 2011                       |
| Петр Банков               | дизайнер, главный редактор журнала (kAk) | 2005–2009, 2011, 2012      |
| Протей Темен              | дизайнер, идеолог движения добротаризма | 2008, 2010–2013            |
| Регина фон Флемминг       | генеральный директор ИД Axel Springer Russiа | 2011, 2012                 |
| Светлана Сорокина         | журналист | 2009                       |
| Сергей Кужавский          | дизайнер, художник, академик Академии графического дизайна, совладелец OPEN!Design&Concepts | 2011                       |
| Сергей Серов              | искусствовед, куратор, основатель и президент биеннале «Золотая пчела», сооснователь и руководитель ВАШГД, вице-президент Академии графического дизайна                                                                             | Член совета жюри 2005–2013 |
| Стас Ищенко               | дизайнер | 2005                       |
| Стас Жицкий               | дизайнер, художник, совладелец OPEN!Design&Concepts | 2011                       |
| Тагир Сафаев              | дизайнер шрифта, академик Академии графического дизайна | 2007                       |
| Федор Арзаманов           | архитектор | 2009                       |
| Федор Бондарчук           | режиссёр, актер | 2009                       |
| Эрик Белоусов             | дизайнер, академик Академии графического дизайна | 2007, 2008–2013            |
| Юрий Сурков               | дизайнер, академик Академии графического дизайна | 2005                       |
| Илич (недоступная ссылка) | дизайнер, владелец собственной студии, преподаватель в школе визуальных искусств в Нью-Йорке | 2013                       |
| Александр Фалдин          | член Союза художников и Союза дизайнеров России, заслуженный художник России, дизайнер. Участник и победитель всех известных конкурсов плаката в России и за рубежом. Владелец студии Faldin Design                                 | 2013                       |
| Эркен Кагаров             | дизайнер, экспериментатор, арт-директор "Студии Артемия Лебедева" | 2013                       |
| Питер Напп                | управляющий креативный директор по Европе и Ближнему Востоку мирового брендингового агентства Landor | 2013                       |
| Анне Милтенбург           | дизайнер, член Ассоциации дизайнеров Голландии | 2013                       |
| Джон Варвикер             | сооснователь известной лондонской студии Tomato , профессор дизайна в университете Monash University в Мельбурне. Руководитель MADALab, мультидисциплинарной исследовательской студии университета Monash Art Design & Architecture | 2013                       |
| Сергей Шанович            | дизайнер, режиссёр, продюсер. Основатель и руководитель студии SHANDESIGN, член Академии Российского телевидени | 2013                       |
| Игорь Шмелев              | один из основателей агентства FIRMA, основатель отделения FIRMA FILMS | 2013                       |
| Ольга Шишко               | искусствовед, куратор, преподаватель, директор Музея экранной культуры | 2013                       |

## Темы, категории, номинации
| Год  | Тема    | Категории                                                             | Номинации                                                                                                 | Специальные номинации                                                                               |
| ---- | ------- | --------------------------------------------------------------------- | --- | --------------------------------------------------------------------------------------------------- |
| 2005 | Музыка  | Музыка — символ, музыка победы, современная музыка                    | Не выделялись                                                                                             | |
| 2006 | Спорт   | Мы — чемпионы, Тоже спорт, Антидопинг                                 | Не выделялись                                                                                             | «Я — это я» для спонсора Reebook, в честь его новой линейки «Я — это я»                             |
| 2007 | Кино    | Суперплакат, Великий немой, Про любовь                                | лучший плакат, лучшая типографика, лучшая иллюстрация, лучшая композиция, лучший слоган, лучшая концепция | Кино                                                                                                |
| 2008 | Музыка  | Всё это Rock'n'Roll, Новая волна, Мой кумир…                          | к принятым в 2007 году добавились «инновация» и «приз зрительских симпатий»                               | лучшая работа по версии клуба арт-директоров России (ADCR), лучшая работа по версии Hewlett-Packard |
| 2009 | Россия  | Герой Отечества, Россия милосердная, Наше все, From Russia with Love! | новых номинаций не добавилось                                                                             | лучший плакат по версии ADCR                                                                        |
| 2010 | Будущее | Язык будущего, Мир 2050, Made in Future                               | новых номинаций не добавилось                                                                             | лучший плакат по версии ADCR                                                                        |

С 2011 года было принято решение изменить список номинаций. Отменяются все, кроме «приза зрительских симпатий» и «специальных номинаций», и добавляется главная — «Гран-при». Вводятся новые направления: кроме плаката, теперь есть «фирменный стиль» и еще одно направление, которое выбирается в зависимости от темы.
| Год  | Тема                   | Направление                           | Категории плакатов                                                                                           | Специальные номинации                                                                                   |
| ---- | ---------------------- | ------------------------------------- | --- | --- |
| 2011 | Город                  | плакат, фирменный стиль, навигация    | Мой город, Культурное место, Дядя Степа — полицейский, Спорт в городе, Зона отдыха                           | Специальный приз от News Outdoor, Лучшая работа по версии ADCR                                          |
| 2012 | Мое время              | плакат, фирменный стиль, инфографика  | Герои нашего времени, Время перемен, Forever young                                                           | |
| 2013 | Ребрендинг образования | плакат, фирменный стиль, моушн-дизайн | ...—профессия будущего, Education 2.0, Знание — сила, Тяжело в учении — легко в бою, Приходите к нам учиться | Специальный приз от News Outdoor, специальный приз от ADCR, Лучшая работа по версии фестиваля Typomania |

## Победители
| Номинация                                                          | Имя победителя                    | ВУЗ                                                                                          | Город              |
| ------------------------------------------------------------------ | --------------------------------- | -------------------------------------------------------------------------------------------- | ------------------ |
| 2005. Музыка                                                       |                                   |                                                                                              |                    |
| Музыка—символ                                                      | Мария Хохлова                     | Московский государственный университет печати                                                | Москва             |
| Музыка победы                                                      | Екатерина Бычкова                 | Московский государственный университет печати                                                | Москва             |
| Музыка—символ                                                      | Дмитрий Мироленко                 | Санкт-Петербургский университет культуры и искусств                                          | Санкт-Петербург    |
| Современная музыка                                                 | Наталья Леонова                   | Высшая академическая школа графического дизайна                                              | Москва             |
| Современная музыка                                                 | Иван Величко                      | Московский государственный университет печати                                                | Москва             |
| Современная музыка                                                 | Анна Журко                        | Московский государственный университет печати                                                | Москва             |
| 2006. Спорт                                                        |                                   |                                                                                              |                    |
| Антидопинг                                                         | Александра Семкина                | Ростовская государственная академия архитектуры и искусства                                  | Ростов             |
| Тоже спорт                                                         | Родион Китаев                     | Московский государственный университет печати                                                | Москва             |
| Мы чемпионы                                                        | Екатерина Лупанова                | Московский государственный университет печати                                                | Москва             |
| 2007. Кино                                                         |                                   |                                                                                              |                    |
| Лучший плакат                                                      | Александр Гуцал                   | Каменец-Подольский государственный педагогический университет                                | Каменец-Подольский |
| Лучшая композиция                                                  | Борис Маркевич                    | Высшая академическая школа графического дизайна                                              | Москва             |
| Лучший слоган                                                      | Роман Дорошенко                   | Киевский государственный институт декоративно-прикладного искусства и дизайна им. М. Бойчука | Киев               |
| Лучшая типографика                                                 | Анастасия Яруллина                | Московский государственный университет печати                                                | Москва             |
| Лучшая иллюстрация                                                 | Алексей Федоренко                 | Высшая школа Мангейма                                                                        | Манхейм, Германия  |
| Лучшая концепция                                                   | Дарья Елагина                     | Институт архитектуры и искусств                                                              | Ростов-на-Дону     |
| 2008. Музыка                                                       |                                   |                                                                                              |                    |
| Лучший плакат                                                      | Сергей Остриков                   | Московский педагогический государственный университет                                        | Москва             |
| Лучшая типографика                                                 | Никита Богомолов                  | Высшая академическая школа графического дизайна                                              | Москва             |
| Лучшая типографика                                                 | Екатерина Терехова                | Высшая академическая школа графического дизайна                                              | Москва             |
| Лучшая иллюстрация                                                 | Лилия Макарова                    | Высшая академическая школа графического дизайна                                              | Москва             |
| Лучшая концепция                                                   | Игорь Забродин, Владимир Зотов    | Московский гуманитарный университет                                                          | Москва             |
| Лучшая композиция                                                  | Александра Бубнова                | Пермский государственный технический университет                                             | Пермь              |
| Лучшая работа по версии ADCR                                       | Анна Гороховская                  | Высшая академическая школа графического дизайна                                              | Москва             |
| Лучшая работа по версии Hewlett-Packard                            | Ирина Кузьмина                    | Институт архитектуры и искусств                                                              | Ростов-на-Дону     |
| Приз зрительских симпатий                                          | Виктория Воеводина                | Московский государственный академический художественный институт им. В.И. Сурикова           | Москва             |
| Поощрительный диплом Post it Awards                                | Константин Потапов                | Московский государственный университет печати                                                | Москва             |
| 2009. Россия                                                       |                                   |                                                                                              |                    |
| Лучшая типографика, лучший плакат                                  | Петр Стабровский                  | Пермский государственный технический университет                                             | Пермь              |
| Лучшая концепция, приз зрительских симпатий                        | Наталья Яковлева                  | Санкт-Петербургский государственный политехнический университет                              | Санкт-Петербург    |
| Лучшая композиция, лучший плакат по версии ADCR                    | Владимир Алексеев                 | Московская государственная художественно-промышленная академия им. Строганова                | Москва             |
| Лучшая иллюстрация                                                 | Александр Колесник                | Санкт-Петербургский государственный политехнический университет                              | Санкт-Петербург    |
| Лучший слоган                                                      | Сергей Липатов, Анастасия Коробко | Московский областной педагогический институт, Московский гуманитарный университет            | Москва             |
| Поощрительный диплом жюри                                          | Владимир Зотов                    | Московский гуманитарный университет                                                          | Москва             |
| 2010. Будущее                                                      |                                   |                                                                                              |                    |
| Лучший плакат                                                      | Алена Шут                         | Санкт-Петербургский государственный политехнический университет                              | Санкт-Петербург    |
| Лучшая типографика                                                 | Не присуждалась                   |                                                                                              |                    |
| Лучшая композиция, лучшая иллюстрация                              | Роман Сотников                    | МГХПА им. Строганова                                                                         | Электросталь       |
| Лучшая концепция                                                   | Олман Федоров                     | Британская высшая школа дизайна                                                              | Москва             |
| Лучший слоган                                                      | Александра Колесник               | Санкт-Петербургский государственный политехнический университет                              | Санкт-Петербург    |
| Лучший плакат по версии ADCR                                       | Татьяна Симакова                  | Пермский государственный технический университет                                             | Пермь              |
| 2011. Город                                                        |                                   |                                                                                              |                    |
| Гран-при                                                           | Олег Золотарев                    | Тульский государственный университет                                                         | Тула               |
| Плакат                                                             | Анастасия Киселева                | Британская высшая школа дизайна                                                              | Москва             |
| Фирменный стиль                                                    | Роман Любимов                     | Московский государственный институт электроники и математики                                 | Москва             |
| Навигация                                                          | Федор Балашов                     | Национальный институт дизайна                                                                | Москва             |
| Специальный приз от News Ourdoor                                   | Игорь Рябов                       | Пермский государственный технический университет                                             | Пермь              |
| Лучшая работа по версии ADCR и Приз зрительских симпатий от Simple | Алина Казачук                     | Санкт-Петербургский государственный политехнический университет                              | Санкт-Петербург    |
| 2012. Мое время                                                    |                                   |                                                                                              |                    |
| Гран-при                                                           | Альберт Аминов                    | Британская высшая школа дизайна                                                              | Москва             |
| Плакат                                                             | Анна Стадник                      | МГХПА им. Строганова                                                                         | Москва             |
| Фирменный стиль                                                    | Даниил Владимиров                 | Британская высшая школа дизайна                                                              | Москва             |
| Инфографика                                                        | Александр Драгин                  | Краснодарский государственный университет культуры и искусств                                | Краснодар          |
| Приз зрительских симпатий                                          | Татьяна Клюева                    | Санкт-Петербургский государственный политехнический университет                              | Мурманск           |
| 2013. Ребрендинг образования                                       |                                   |                                                                                              |                    |
| Гран-при                                                           | Анастасия Варламова               | Британская высшая школа дизайна                                                              | Москва             |
| Плакат                                                             | Иван Танус                        | Автономный университет Пуэбла                                                                | Пуэбла, Мексика    |
| Фирменный стиль                                                    | Полина Кукушкина                  | Высшая академическая школа графического дизайна                                              | Москва             |
| Моушн-дизайн                                                       | Екатерина Лукьянчик               | ScreamSchool                                                                                 | Москва             |
| Приз зрительских симпатий                                          | Андрей Марченков                  | Московский педагогический государственный университет                                        | Москва             |
| Специальный приз от Russ Ourdoor                                   | Дмитрий Извольский                | Московский государственный гуманитарный университет имени М.А. Шолохова                      | Москва             |
| Специальный приз от ADCR                                           | Полина Кукушкина                  | Высшая академическая школа графического дизайна                                              | Москва             |
| Лучшая работа по версии фестиваля Typomania                        | Евгений Ильин                     | Уральская государственная архитектурно-художественная академия                               | Екатеринбург       |

## Динамика конкурса
| Год  | Количество работ | Количество участников |
| ---- | ---------------- | --------------------- |
| 2005 | 153              | 120                   |
| 2006 | 345              | 190                   |
| 2007 | 377              | 215                   |
| 2008 | 390              | 289                   |
| 2009 | 411              | 300                   |
| 2010 | 453              | 295                   |
| 2011 | 470              | 310                   |
| 2012 | 440              | 321                   |
| 2013 | 560              | 340                   |

## Лица, оказавшие поддержку
- Александра Санькова, куратор, основатель Московского музея дизайна.
- Андрей Бартенев Архивная копия от 29 апреля 2009 на Wayback Machine, художник, график, дизайнер, модельер.
- Арсений Мещеряков, арт-директор AgeyTomesh.
- Вадим Дымов, бизнесмен, владелец сети магазинов «Республика».
- Василий Сенаторов, генеральный директор компании Холдинг «Дубль В», издатель.
- Владилен Ситников, креативный директор агентства Hungry Boys, партнёр РА GRAPE.
- Максим Каширин, основатель и генеральный директор виноторговой компании Simple.
- Михаил Сенаторов, директор «Офсетной типографии 21».
- Регина фон Флемминг, глава ИД Axel Springer Russia.
- Сергей Серов, искусствовед, куратор, основатель и президент биеннале «Золотая Пчела», сооснователь Высшей академической школы графического дизайна ВАШГД.
- Софья Троценко, арт-продюсер, создатель и руководитель центра современного искусства «Винзавод», заместитель руководителя аппарата вице-мэра г. Москвы.

## Интересные факты
- В составе жюри первого года были заявлены самые авторитетные имена в российском дизайне: Александр Коноплев, Андрей Логвин, Арсений Мещеряков, Борис Трофимов, Петр Банков, Сергей Серов, Стас Ищенко, Юрий Сурков (вики). Ни один из членов жюри к этому моменту не знал ни о конкурсе, ни о том, что он включен в состав жюри. Организаторы уведомили жюри лишь за несколько дней до начала оценки работ. Несмотря на такой казус, в назначенный день пришли все: кто из доброжелательного любопытства, кто от негодования по поводу такой дерзости.
- Церемония награждения 2006 года по составу задействованных лиц оказалась самой значительной в истории конкурса. Дело в том, что ведущий (Артур Смольянинов) и музыканты (группа «Токио») были героями только что вышедшего на экраны фильма Федора Бондарчука «9 рота».
- В 2008 году во время московских гастролей музыкант Ленни Кравиц посетил «Винзавод», где проходила выставка плакатов Post It на тему «Музыка». Посмотрев все работы, он выбрал коллаж со знаменитым портретом Эйнштейна и красными губами - логотипом RollingStones, который ему и подарили.
Автор плаката: Ярослав Субботин, студент Пермского государственного технического университета.
- Церемония награждения победителей всегда проводится на самых популярных в данный момент площадках Москвы: клуб «Дом» (2005), клуб Ikra (2006), центр современного искусства «Винзавод» (2007—2008), «Воздух» (2009), двор института «Стрелка» (2010—2012).
- С 2005 по 2009 год праздничная церемония неизменно закрывалась концертами модных музыкальных коллективов: Blast, TOKiO, Siberia, Tesla Boy.
- В 2009 году РА Grape, партнер конкурса, выделяет на Садовом кольце в Москве несколько световых рекламных экранов для анонсирования мероприятия.
- Комплект сувенирной продукции Post It Awards 2009 есть в коллекции президента В.В. Путина. Организаторы конкурса, воспользовавшись случаем, передали через его пресс-секретаря футболку и тетради с портретом Президента.
Автор плаката: Наталья Яковлева, студентка Санкт-Петербургского государственного политехнического университета.
- В 2010 году от Федеральной службы по интеллектуальной собственности, патентам и товарным знакам получено Свидетельство № 415726 на товарный знак (знак обслуживания) POST IT.
Маркетологи компании 3М, которой принадлежит торговая марка Post-it, были крайне удивлены, когда увидели этот документ на встрече с представителями конкурса.

## Изображения

Некоторые победители
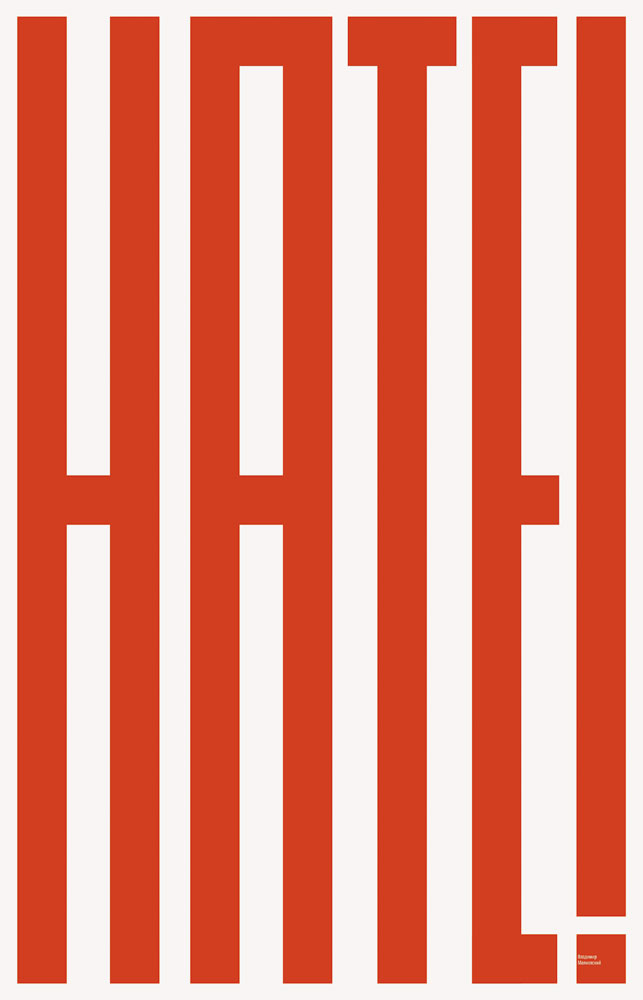
Петр Стабровский Россия 2009
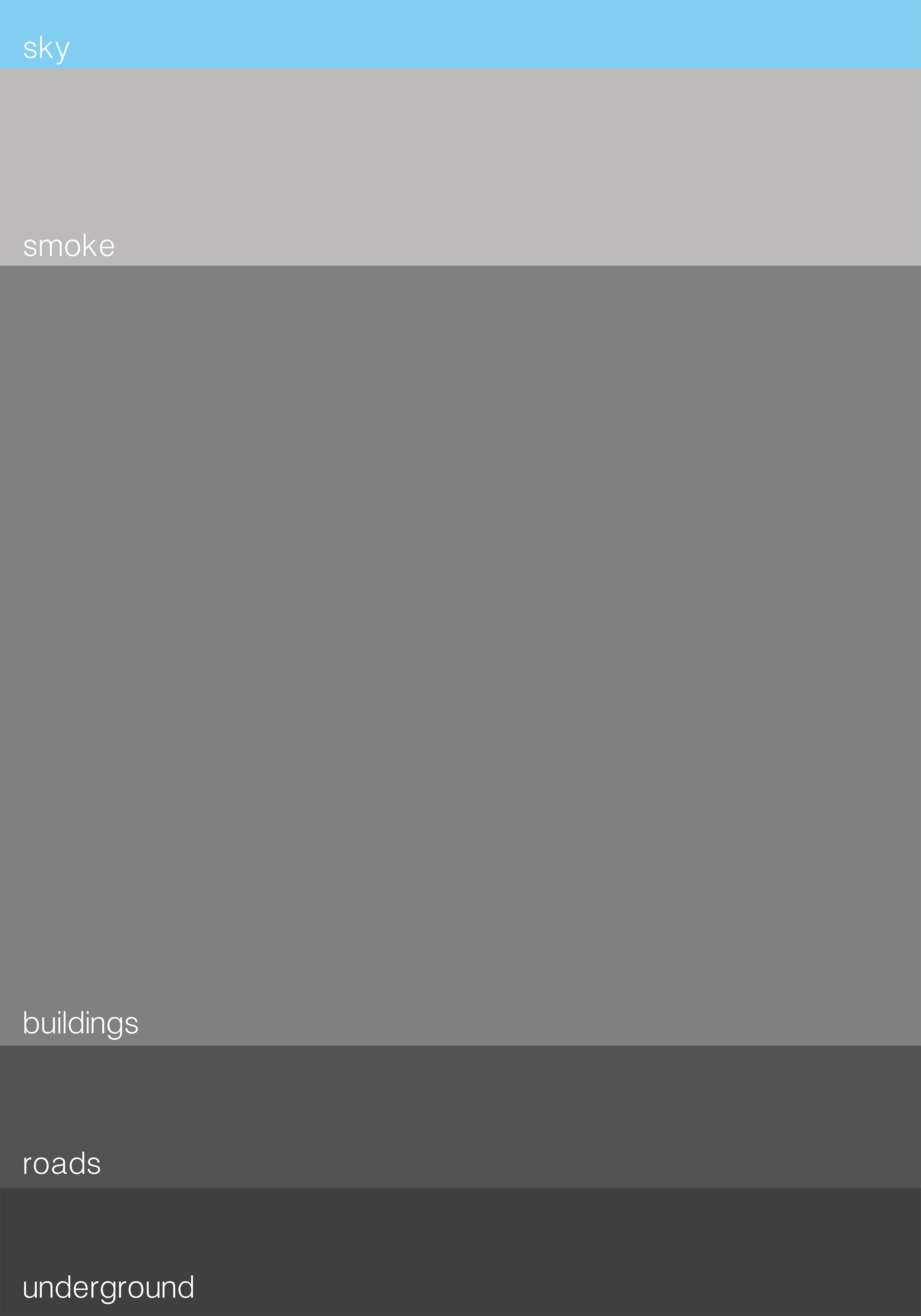
Алина Казачук Город 2011
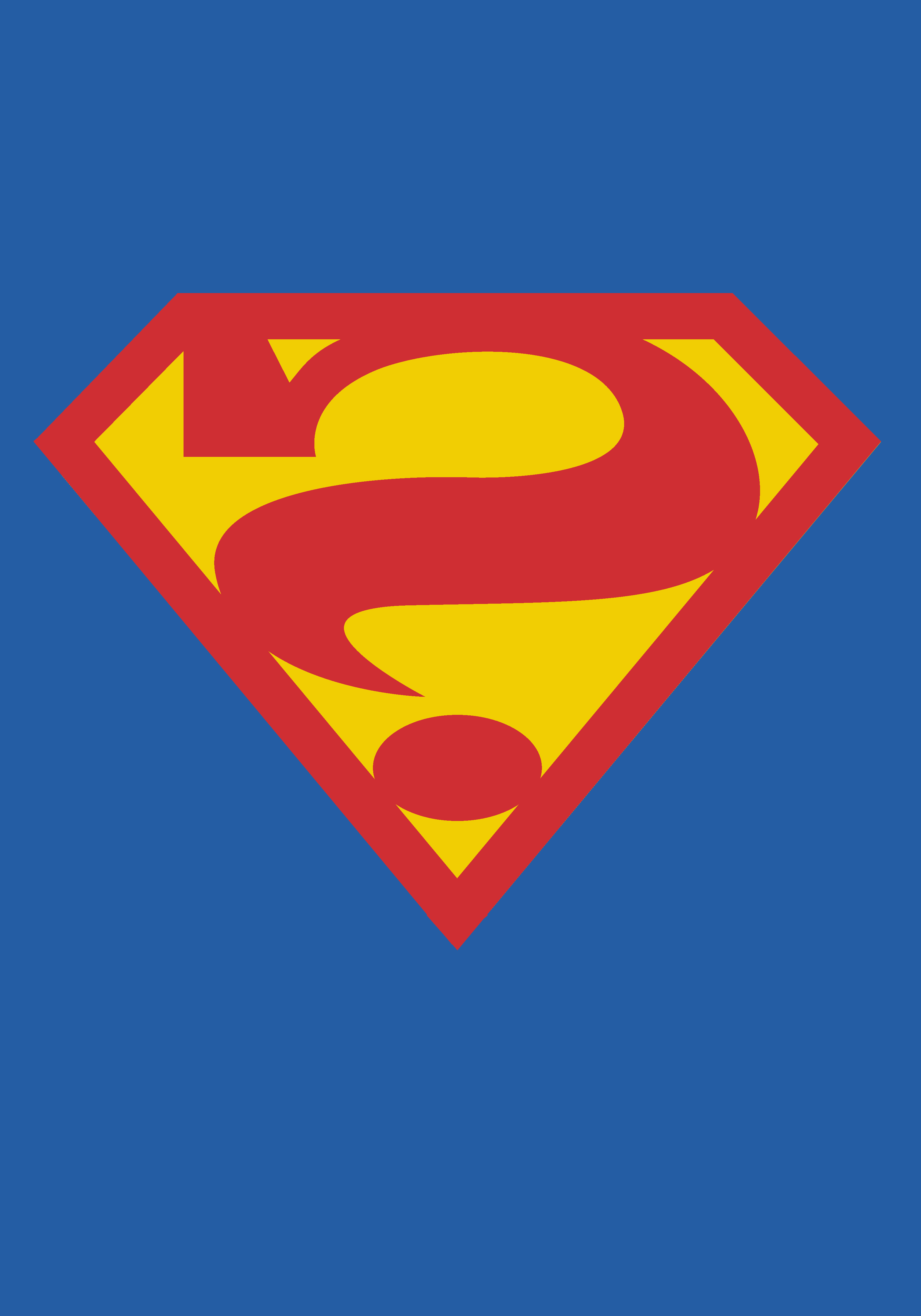
Анна Стадик Моё время 2012